# Luis Manuel Capoulas Santos
Luis Manuel Capoulas Santos (n. 22 august 1951, Montemor-O-Novo, Alentejo Central⁠(d), Portugalia) este un om politic portughez, membru al Parlamentului European în perioada 2004-2009 din partea Portugaliei.
1. ↑  Adunarea Republicii
2. ↑  Deputații în Parlamentul European